# Litoria ewingii
Litoria ewingii là một loài nhái cây bản địa của Úc, phần lớn miền nam Victoria, miền Đông Nam nước Úc, phía nam New South Wales từ khoảng Ulladulla (mặc dù loài này được ghi nhận hiện diện xa hơn về phía bắc), và khắp Tasmania bao gồm cả quần đảo eo biển Bass, trong bang mà nó là loài nhái thường gặp nhất. Nó đã được du nhập vào New Zealand, nơi nó đã sinh trưởng mạnh.